# 飓风米奇
飓风米奇（英語：Hurricane Mitch）是1998年大西洋飓风季最强烈且最具毁灭性的飓风，也是飓风季的第13场热带风暴，第9场飓风和第3场大型飓风，最大持续风速达到每小时290公里。飓风米奇创下了10月大西洋飓风强度的新纪录，保持了7年后才被2005年的飓风威尔玛超越。这场飓风当时还是有纪录以来第4强烈的大西洋飓风，不过截至2017年已跌至第8位。
1998年10月22日，米奇在西加勒比海形成，之后经过非常有利于发展的外界环境后得以爆发性增强并达到萨菲尔-辛普森飓风等级中最高的五级状态。风暴接下来向西南方向飘移，在这一过程中有所减弱，以飓风的最低标准强度袭击了洪都拉斯。穿越中美洲后，气旋在坎佩切湾重新形成，最终以强劲热带风暴的标准吹袭佛罗里达州。
10月29日至11月3日，飓风米奇的移动速度非常缓慢，因此给洪都拉斯、危地马拉和尼加拉瓜带去了创历史纪录的降水，非正式报告中的降雨量高达1900毫米。灾害性的洪水使米奇成为历史上致死人数第二多的大西洋飓风，截至1998年底已统计有近1.1万人死亡，超过1.1万人失踪，此外还有270万人无家可归。洪灾造成了极大的破坏，经济损失估计达到60亿美元（1998年美元，相当于2025年的112億美元）。

## 气象历史
10月10日，一股东风波离开非洲海岸，于10月22日在加勒比海西南部上空发展成第十三号热带低气压。低气压接下来的行进路径形成了一个尺度较小的环，并在这一过程中达到热带风暴强度而获命名为“米奇”（Mitch）。由于一片存在薄弱环节的高压脊影响，风暴缓慢向北转向。风暴的组织结构因上层低气压产生的风切变影响而一度变得杂乱无章，但很快就由于水温较高、并且存在有利于其发展的外流而开始迅速强化。10月24日，米奇达到飓风强度并发展出一个风眼。接下来气旋转向西进并进入爆发性增强期，于10月25日成为大型飓风，并在次日达到萨菲尔-辛普森飓风等级下的五级飓风标准。
| 最强烈的大西洋飓风     | 最强烈的大西洋飓风 | 最强烈的大西洋飓风 | 最强烈的大西洋飓风 | 最强烈的大西洋飓风 |
| 排名                   | 飓风               | 飓风季             | 气压               | 气压               |
| 排名                   | 飓风               | 飓风季             | 百帕               | 英寸汞柱           |
| ---------------------- | ------------------ | ------------------ | ------------------ | ------------------ |
| 1                      | 威尔玛             | 2005               | 882                | 26.05              |
| 2                      | 吉爾伯特           | 1988               | 888                | 26.23              |
| 3                      | “劳动节”           | 1935               | 892                | 26.34              |
| 4                      | 丽塔               | 2005               | 895                | 26.43              |
| 5                      | 米尔顿             | 2024               | 897                | 26.50              |
| 6                      | 艾倫               | 1980               | 899                | 26.55              |
| 7                      | 卡米尔             | 1969               | 900                | 26.58              |
| 8                      | 卡特里娜           | 2005               | 902                | 26.64              |
| 9                      | 米奇               | 1998               | 905                | 26.73              |
| 9                      | 迪安               | 2007               | 905                | 26.73              |
| 来源：大西洋飓风数据库 |                    |                    |                    |                    |

位于洪都拉斯以北近海时，飓风米奇保持着每小时285公里的最大持续风速。根据飓风猎人侦察机的报告，气旋中的最低气压低至905毫巴（百帕，26.7英寸汞柱），这在当时刷新了10月北大西洋热带气旋的纪录，并且在有纪录以来的所有大西洋飓风中也可以排到第4位。美国国家飓风中心和多个热带气旋预报模型起初都认为风暴会转向北上，对尤卡坦半岛构成威胁，但米奇实际上却因为当时气象部门没有发现的一片高压脊影响而南下。飓风在这一过程中因与陆地的相互作用而减弱，10月29日，系统以风力时速130公里强度登陆洪都拉斯。进入陆地上空后，气旋转向朝西并缓慢减弱，但仍在水面上空保有深层对流。经过中美洲的山区地形后，米奇的表面环面于11月1日消散。次日，风暴残留进入墨西哥湾上空，于11月3日再次成为热带风暴。米奇加速向东北方向的一股冷锋前进，穿越尤卡坦半岛后于11月5日吹袭佛罗里达州西南部。之后不久，系统转变成温带气旋，美国国家飓风中心对其一直追踪到11月9日止。

## 防灾措施
洪都拉斯撤离了海湾群岛省的约4.5万居民，并下令所有空中和海上资源做好准备。伯利兹政府发布了紫色预警，要求居住在近海岛屿上的市民转移到内陆躲避。由于飓风有可能会以四级强度袭击伯利兹市附近，该市大部分居民都因担心37年前飓风哈蒂造成的惨剧重演而疏散。危地马拉同样发布了紫色预警，建议船只留在港口，暂时不要出海，还告诉人们前去避难所躲避，并警告称河流可以会出现洪水泛滥的情况。到米奇最终登陆时，西加勒比海沿岸地区的大量居民都已撤离，其中洪都拉斯10万人，危地马拉1万人，墨西哥的金塔纳罗奥州2万人。

## 影响
| 地区       | 死亡人数 | 来源          | 损失（美元） | 来源          |
| ---------- | -------- | ------------- | ------------ | ------------- |
| 伯利兹     | 11       | [ 10 ]        | 50000        | [ 12 ]        |
| 哥斯达黎加 | 7        | [ 10 ]        | 92000000     | [ 13 ]        |
| 萨尔瓦多   | 240      | [ 14 ]        | 400000000    | [ 14 ]        |
| 危地马拉   | 268      | [ 15 ]        | 748000000    | [ 15 ]        |
| 洪都拉斯   | 14600    | [ 12 ] [ 16 ] | 3800000000   | [ 12 ] [ 17 ] |
| 牙买加     | 3        | [ 10 ]        |              |               |
| 墨西哥     | 9        | [ 10 ] [ 12 ] | 1000000      | [ 12 ]        |
| 尼加拉瓜   | 3800     | [ 10 ]        | 1000000000   | [ 10 ]        |
| 巴拿马     | 3        | [ 10 ] [ 12 ] | 50000        | [ 12 ]        |
| 美国       | 2        | [ 4 ]         | 40000000     | [ 4 ]         |
| 近海地区   | 31       | [ 10 ]        | 0            |               |
| 总计       | 18974    | 18974         | 6081100000   | 6081100000    |

飓风米奇是继1780年大飓风以来造成死亡人数最多的大西洋飓风，超越了1900年加尔维斯顿飓风。经确认有近1.1万人丧生，还报告有约1.1万人失踪。大部分人员都是因中美洲的洪灾和山崩遇难，飓风在这一区域缓慢移动，之后降级成热带风暴，这一期间产生的降雨量有近900毫米。洪水和泥石流令数以万计的民房受损或被损，总计经济损失超过50亿美元（1998年美元，相当于2025年的93.5億美元），其中又以洪都拉斯和尼加拉瓜受灾最为严重。米奇来袭前，在中美洲造成人员死亡最多的飓风是1974年的飓风菲菲，估计夺走了约8000至10000人的生命。

### 洪都拉斯

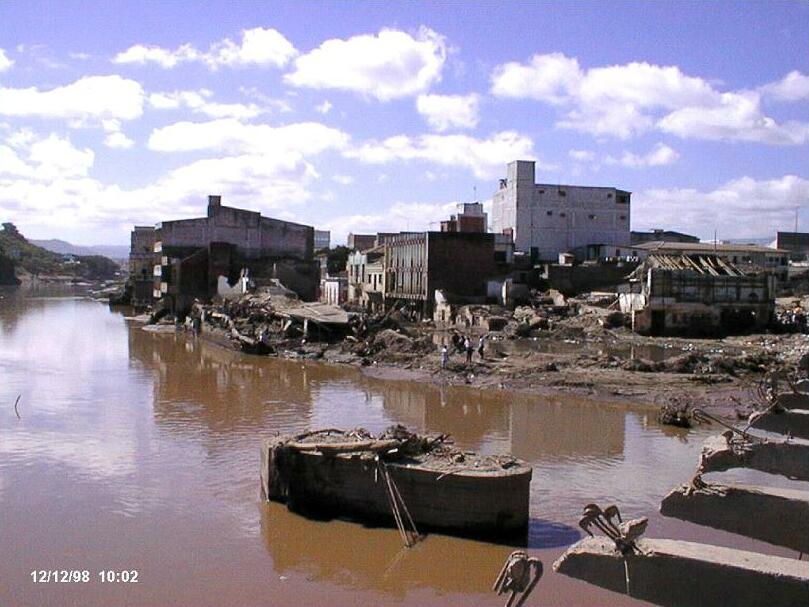
飓风米奇对德古斯加巴造成的破坏

位于洪都拉斯以北近海期间，飓风米奇在瓜纳哈岛上空经过。大浪侵蚀了该岛北部海岸线，还对潟湖构成破坏。海湾群岛省有大部分供水设施受损。瓜纳哈岛上连续两天里风力时速都超过了200公里，几乎所有的植被和树木都被摧毁，整片红树林也基本上被连根拔起。估计飓风产生的狂浪有13米高。
飓风在洪都拉斯近海缓慢移动了数天之久，将太平洋和加勒比海的湿气吸引过来，产生了平均每天超过300毫米的大量降水。正式统计数据中降雨量总计最高的是乔卢特卡，达928毫米，这一数字超过了这里年均降雨量的一半，当地在10月31日的24小时降水量达到446.7毫米，将之前于1985年创下的纪录提高了超过一倍。还有报告中称中美洲的降雨量总计高达1900毫米，不过这一数字没有得到官方证实，多个安放在山区的雨量计都被洪水冲走。大量的降水导致该国许多河流溢出，根据联合国的报告描述达到了“本世纪前所未有的程度”。降水汇入江河之中，引起全国各地河流严重泛滥。河水最深的是乌鲁亚河位于钦达（Chinda）附近河段，达12.5米，河面最宽的则是阿特兰蒂达省亚利桑那（Arizona）附近的里恩河（Río Lean），达359米。降雨还在这个多山的国家引发了大范围的泥石流灾害。该国内陆、特别是南部地区因强降雨导致了数百次山崩，其中大部分程度较轻，95%都是碎屑流。但也有两场泥流对德古斯加巴附近地区构成严重破坏。

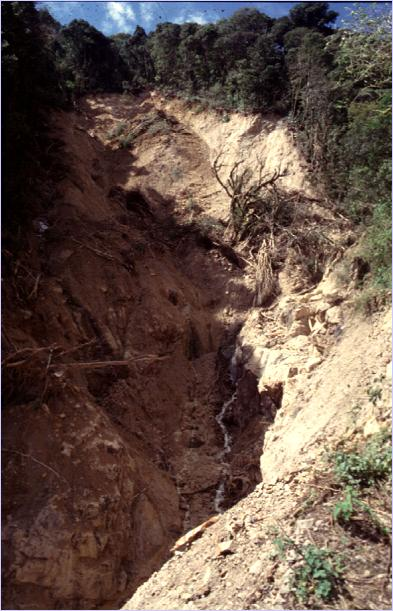
圣胡安西托出现的泥石流。

飓风米奇对洪都拉斯构成了严重破坏，对该国几乎全部人口都产生了影响，全部18个省都受到打击。联合国拉丁美洲和加勒比经济委员会估计该国遭受的水灾是整个20世纪里最严重的一次。估计整个国家的大部分桥梁和二级公路都被摧毁，70%到80%的交通运输网络毁于一旦，经济损失达到2.36亿美元（1998年美元，相当于2025年的4.41億美元）。风暴还令超过385公里的输电线缆和多家发电厂受损，导致大面积停电。全国70%的人口在风暴过后无法获得淡水，之前许多农村已经面临着水资源短缺的问题，飓风米奇更是雪上加霜。交通、通讯，以及包括供水和供电在内的各项公共设施共计遭受了6.65亿美元（1998年美元，相当于2025年的12.4億美元）的损失。
乔卢特卡河河水暴涨，对该国首都德古斯加巴产生影响，水位比河岸高了10米之多。市内约三分之一的建筑物因洪水受损，其中还包括一些已有超过350年历史的老建筑。洪都拉斯全国各地的农业也遭受重创，初步估计有70%的农作物被毁。约有5万头牛和占总数60%的鸡死亡。包括农作物在内的农业损失共计达到约10亿美元，整个国家将需要数年的时间才能恢复。洪都拉斯住房社会基金估计全国有3.5万套房屋被毁，另外5万套受损，导致150万人流离失所，这个数字占该国人口总数的五分之一，也创下该国任何自然灾害灾民数量的新纪录。飓风米奇夺走了洪都拉斯约7000人的生命，经济损失估计达到523亿4500万洪都拉斯伦皮拉（1998年洪都拉斯伦皮拉，相当于1998年的38亿美元和2025年的71億美元），其中20.05亿美元（1998年美元，相当于2025年的37.5億美元）属直接损失，其它的是间接损失，这一总额相当于洪都拉斯年度国内生产总值的近七成。

### 尼加拉瓜

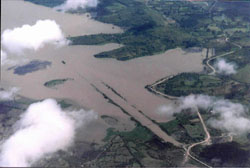
飓风过后马那瓜湖的洪灾。

飓风米奇自始至终没有进入过尼加拉瓜，但其大规模环流还是给该国带去大量降水，估计降雨量超过1300毫米，部分沿海地区也达到630毫米。卡西塔火山的侧翼因过量的降雨而坍塌，转变成火山泥流。由此引发的泥石流最终覆盖了长16公里，宽8公里的一大片地区。
整个尼加拉瓜有200万人直接受到这场飓风的影响。强降雨导致全国有1.76万套房屋受损、2.39万套被毁，导致36.83万人无家可归。340所学校和90家卫生中心严重受损或被毁。污水处理系统和变电站也严重受损，经济损失共计达到3亿美元（1998年美元，相当于2025年的5.61億美元）。

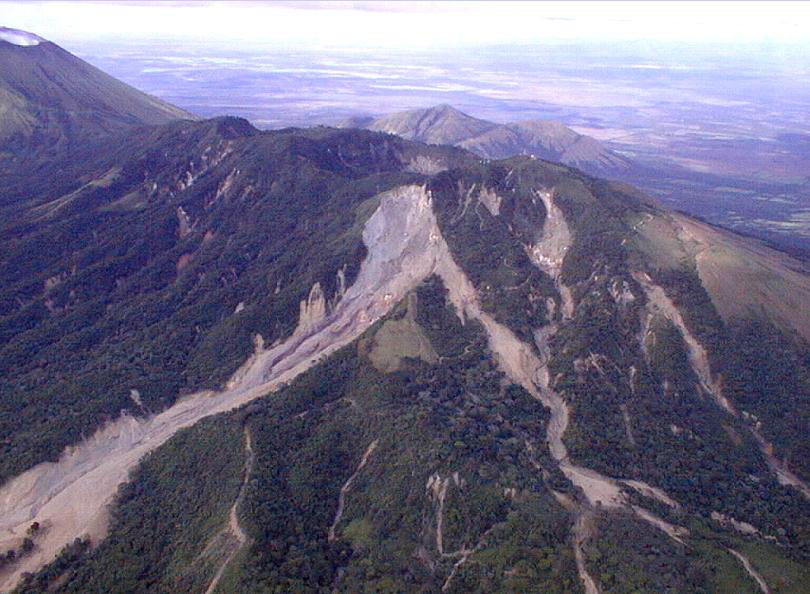
位于尼加拉瓜的卡西塔火山发生火山泥流后的情景。

该国的交通设施也受到飓风的严重影响，有92座桥梁严重受损，70%的公路无法通行或完全被毁。超过2700公里高速公路或产业道路在风暴过后需要重新铺就，特别是该国北部的公路以及泛美公路沿线部分路段。全国交通基础设施共计遭受了3亿美元（1998年美元，相当于2025年的5.61億美元）的损失。农业损失也很严重，约5万头牲畜死亡，其中大部分都是牛。农作物和渔业也受到重创，损失总额达到1.85亿美元（1998年美元，相当于2025年的3.46億美元）。
尼加拉瓜的局势还因总计7.5万枚活性地雷而变得更加严峻，这些地雷是20世纪80年代孔特拉什叛军的遗留问题，许多地雷都被洪水冲出后带到了其他地方。
飓风米奇共计夺走了尼加拉瓜至少3800人的生命，其中单卡西塔火山的山体滑坡就令至少2000人丧生，泥石流以数英尺深的淤泥完全埋葬了至少4个村庄。整个国家共有50到80万人流离失所，经济损失估计有10亿美元（1998年美元，相当于2025年的18.7億美元）左右。

### 加勒比海
风帆游轮公司的“魅影号”（Fantome）大型铁身帆船因这场飓风而沉没，全部31名船员葬身大海。这一事件记载在吉姆·凯瑞尔（Jim Carrier）的著作《船与风暴》（The Ship and The Storm）中。这艘船当时航行到接近风暴中心的海域，经历了超过15米的狂浪和超过每小时160公里的狂风，船及其船员也因此长眠在洪都拉斯近海。。
飓风给古巴南部海岸带去了4米高的大浪和时速67公里的阵风，青年岛和拉戈岛的大量游客和工作人员被迫前往更加安全的地点。
牙买加在飓风到达距离该国最近位置前12小时发布了飓风警告，岛上经历了持续数天的中等程度降水和强烈阵风。牙买加西部受到强烈海浪的冲击，非正式报告中估计浪高有两米。风暴的外围雨带给岛上带去大量降水，许多道路被淹并且堆积起瓦砾。西班牙镇有一套房屋因洪水坍塌，导致4人无家可归。许多民房和建筑物被淹，迫使多人撤离。该国东北部的一条河流溢出河岸，山区因强降雨引发多场泥石流。牙买加共有3人因米奇而遇难。
飓风给开曼群岛带去大浪、阵风和大量降水，但所受破坏相对较轻，主要是窗口被风刮破或是海滩受到侵蚀。大浪令群岛南面的多个码头受损或被毁，大开曼附近还有一艘潜水舰沉没。进出该群岛的许多航班因飓风取消。

### 中美洲其他地区
| 排名 | 名稱             | 颶風季 | 死亡人數    |
| ---- | ---------------- | ------ | ----------- |
| 1    | “大颶風”         | 1780   | 至少2.2萬   |
| 2    | 米奇             | 1998   | 至少1萬9325 |
| 3    | “加爾維斯敦”     | 1900   | 8千至1.2萬  |
| 4    | 菲菲             | 1974   | 8千至1萬    |
| 5    | “多明尼加共和國” | 1930   | 2千至8千    |
| 6    | 弗洛拉           | 1963   | 7,186至8千  |
| 7    | “皮特爾角”       | 1776   | 至少6千     |
| 8    | “紐芬蘭”         | 1775   | 4千至4,163  |
| 9    | “奧基喬比”       | 1928   | 至少4,078   |
| 10   | “蒙特雷”         | 1909   | 4千         |

由于米奇拥有大规模的环流，因此远至巴拿马南部都出现了强降雨，这其中又以达连省和奇里基省情况最为突出。洪水冲毁了一些道路和桥梁，许多房屋和学校受损，导致数千人无家可归。飓风还导致该国3人遇难。
哥斯达黎加出现暴雨，在各地引起山洪爆发和泥石流，其中大部分发生在该国东北部。风暴对2135套房屋构成了一定程度的冲击，其中241套被完全摧毁，一共导致4000人流离失所。全国共有126座桥梁和1300公里道路受到降雨和泥石流的影响，两年前刚刚受到飓风凯撒摧残的泛美公路再次遭受重创。米奇影响了300平方公里的庄稼地，出口和内销作物都受到损失。该国共因这场风暴而受到了9200万美元（1998年美元，相当于2025年的1.72億美元）的损失，另有7人丧生。
行经萨尔瓦多期间，飓风给当地带去海量降水，在该国各地引起山洪爆发和泥石流。包括伦帕河在内的多条河流溢出并造成破坏。洪水令上万套房屋受损，导致约8.4万人无家可归，还迫使50万人疏散。农作物也受到严重破坏，有1000平方公里的牧草地或田地受到洪灾的打击，37%的豆类、19%的玉米和20%的甘蔗毁于一旦。另外还有包括1万头牛在内的大量牲畜死亡，该国单农作物和牲畜上遭受的损失就达到1.54亿美元。此外洪水还摧毁了两座桥梁，破坏了1900公里未经铺设的道路。飓风米奇一共在萨尔瓦多造成240人死亡，损失有近4亿美元（1998年美元，相当于2025年的7.48億美元）。
与中美洲其他国家和地区类似，米奇产生的暴雨在危地马拉引发了多场泥石流和严重洪灾。洪水摧毁了6000套房屋，另有两万套受损，超过73万人流离失所，另有10万人被迫撤离。洪水还摧毁了27所学校，另有286所受损，其中175所程度严重。洪灾对农作物造成严重破坏，全国各地都有农田毁于山体滑坡。内销农作物中以西红柿、香蕉、玉米、其他蔬菜和豆类受灾最为严重，损失总额有4800万（1998年美元，相当于2025年的8973萬美元）美元。包括香蕉和咖啡在内的出口作物也受到严重破坏，数额达到3.25亿美元（1998年美元，相当于2025年的6.08億美元）。种植园和土壤遭受了价值1.21亿美元（1998年美元，相当于2025年的2.26億美元）的破坏。交通基础设施也在洪灾中严重受损，有37座桥梁被毁，1350公里道路受损或被毁，其中近640公里路段是主要的高速公路。整个危地马拉共因这场飓风导致268人死亡，经济损失达7.48亿美元（1998年美元，相当于2025年的14億美元）。此外，风暴期间该国还有一架飞机失事，导致11人死亡。
飓风对伯利兹的影响小于预计，但该国仍然普降暴雨。多条河流泛滥，但降水对树木和山区也产生了积极的影响。洪水造成大量农作物受损，还有许多道路被毁。该国共有11人因米奇而遇难。

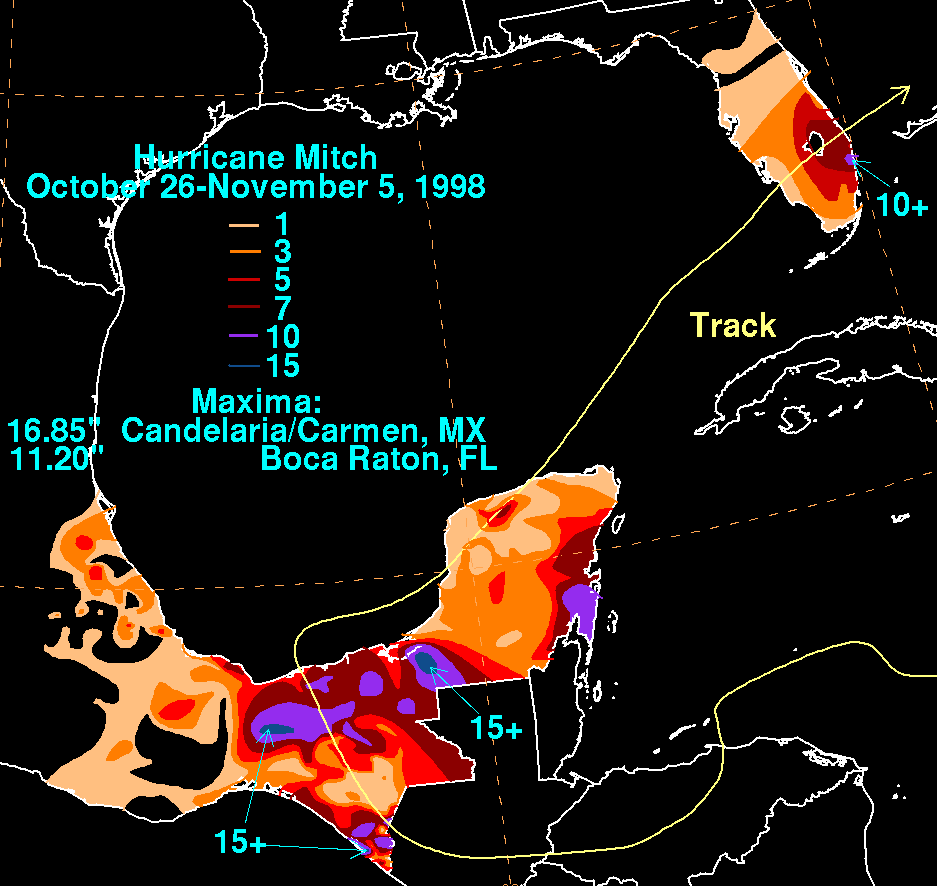
飓风米奇的降雨量分布。

墨西哥的尤卡坦半岛出现暴雨和阵风，其中以金塔纳罗奥州的坎昆受灾最重。洪灾夺走了9人的生命，不过造成的破坏相对轻微。坎佩切的24小时降雨量最高，达到340毫米，而总计降雨量最高的则是卡门城，有428毫米。

### 佛罗里达州和其他地区
以热带风暴强度逼近美国期间，米奇先是给佛罗里达礁岛群下群岛带去了1.2米高的风暴潮，之后再在佛罗里达州西海岸登陆。基韦斯特国际机场记载下的持续风速为每小时64公里，阵风时速89公里，这也是该州对这场风暴仅有的热带风暴强度大风记录。近海的福伊岩石灯塔记录下的阵风时速为117公里。此外气旋还产生了中等程度降水，降雨量最高的朱庇特达到200毫米，不过还有一些估计数据中认为局部地区的降雨量总计可能达到250毫米。米奇还在该州催生出5场龙卷风，其中最强的一场藤田级数达到2。
佛罗里达礁岛群有许多之前已因飓风乔治受损的建筑物被米奇夷为平地。风暴催生的龙卷风令该州645套房屋受损或被毁，此外还有65人受伤。米奇经过期间，有约10万人因强烈的阵风而失去电力供应。整个佛罗里达州共计遭受了4000万美元（1998年美元，相当于2025年的7477萬美元）损失，还有两艘船只倾覆导致两人丧生。
转变成温带气旋后，米奇从爱尔兰和英国以西海域经过。爱尔兰遭遇的阵风时速高达140公里，浪高9.1米。狂风刮倒了许多树木，令多条输电线缆中断，导致超过3万户居民家中停电。劳斯郡有一辆车被倒塌的树木砸中，司机因此重伤。都柏林有一幢建筑物的屋顶被狂风撕开，全国范围内有多幢建筑受损。风暴还迫使多个机场暂时封闭，渡轮服务也予暂停。

## 善后

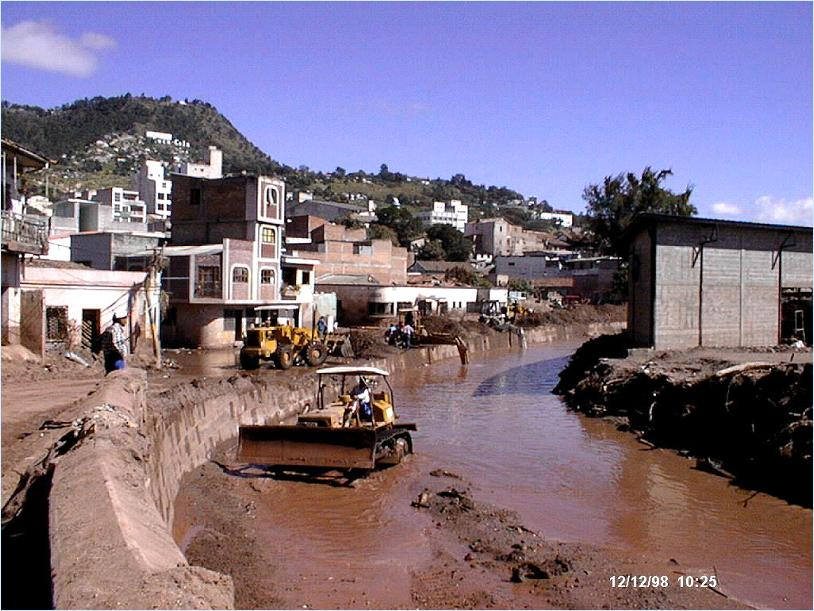
风暴过后，德古斯加巴展开清理工作。

由于这场飓风在中美洲和北美部分地区造成的大量人员伤亡和严重破坏，世界气象组织于1999年春将其名称“米奇”退役，以后永远都不会再在北大西洋热带气旋命名时使用。用来取代的新名称是“马修”（Matthew），于2004年大西洋飓风季首度启用。
飓风米奇过后，世界各地的多个国家对受灾地区进行了大量援助，总额达到63亿美元（1998年美元，相当于2025年的118億美元）。中美洲自1996年起就深陷经济危机的泥潭，许多国家都希望能够保持基础设施建设和经济增长的势头。此外，受到影响的国家和地区政府开始采取多项措施，确保类似灾害再次发生时不会造成如此严重的损失。
数十万人失去了家园，许多人借此为自己建设更加坚固的房屋，使用结构上有所改进的新地基可以让房屋能够承受另一场飓风的袭击。但是，可耕作的农田因米奇而大幅减少，许多人因此失业，给原本就已经很低的收入雪上加霜。
飓风过去后，中美洲各地出现疾病爆发，其中包括霍乱、钩端螺旋体病和登革热。霍乱病例报告超过2328起，有34人死亡。危地马拉是其中受影响最严重的国家，大部分死亡病例都是因食物受到污染所致。尼加拉瓜报告的钩端螺旋体病例，有7人丧生。此外还出现了1357起登革热病例报告，但没有病人因此死亡。

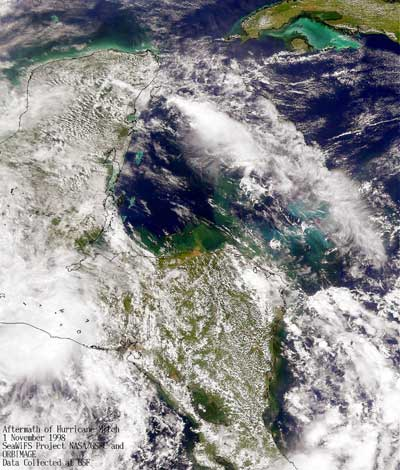
米奇产生的径流（11月1日）。

停留在西加勒比海上空期间，米奇的狂风产生了大浪，当地许多珊瑚礁受损。之后，风暴的海量降水引发径流，导致海水受到淡水和瓦砾的污染，珊瑚虫因此出现疾病。不过，飓风的上升流降低了上层海水的温度，确保珊瑚礁不会受到严重破坏。
洪都拉斯是受这场飓风影响最严重的国家，该国总统卡洛斯·罗伯托·弗洛雷斯宣布，飓风米奇令该国50年的发展毁于一旦。风暴过后，国际社会迅速伸出援手，墨西哥送来了700吨食品、11吨药品、4架救援飞机，还有许多救援人员和训练有素的搜救犬。古巴也主动送来了许多医生。美国联邦政府主动提议在洪都拉斯驻扎一支部队，再在风暴过去几天后撤离。该国起初只提供了200万美元（1998年美元，相当于2025年的374萬美元）的援助金，这让洪都拉斯居民和总统弗洛雷斯深感意外，不过美国之后把款项数额提高到了7000万美元（1998年美元，相当于2025年的1.31億美元）。洪都拉斯全国有超过400万人没有清洁的水源，政府向飓风灾民发放食品、饮用水并提供医疗服务。此外，该国的失业率还一度出现大幅上扬，这其中主要是因农田遭受的破坏导致，不过之后多年的重建工作提供了许多就业机会。哥斯达黎加在风暴过后的重建令工作数量增加了5.9%，使得失业率略有回落。